# 代々木八幡駅
代々木八幡駅（よよぎはちまんえき）は、東京都渋谷区代々木五丁目にある、小田急電鉄小田原線の駅である。駅番号はOH 04。

## 歴史
- 1927年（昭和2年）4月1日：開業[1]。各停のみ停車。
- 1945年（昭和20年）5月20日：太平洋戦争に伴う空襲に遭い、被災。だが、周辺住民と下北沢駅より線路上を走って来た駅員による消火活動により、焼失は免れる。
- 1972年（昭和47年）10月1日：同年10月20日に帝都高速度交通営団（営団地下鉄）千代田線霞ケ関駅 - 代々木公園駅間延伸するのに伴い、乗換の利便性を向上させるため、平日ラッシュ時上り準急が停車するようになる。同駅との連絡運輸開始。
- 1978年（昭和53年）3月31日：千代田線代々木公園駅 - 代々木上原駅間延伸に伴い、各停のみ停車となる。代々木公園駅との連絡運輸解消。
- 2014年（平成26年）1月：駅ナンバリング導入、使用開始[2]。
- 2015年（平成27年）：駅改良工事着手[3]。
- 2019年（平成31年・令和元年）
  - 3月16日：橋上駅舎使用開始。ホームを既存の2面2線から1面2線へ変更すると共に、10両編成対応へ変更[3]。
  - 11月30日：駅舎と山手通り間を連絡する連絡通路（西口）使用開始[3]。

### 駅名の由来
1212年（建暦2年）に創建された「代々木八幡宮」が駅近くの丘の上にあることに由来する。

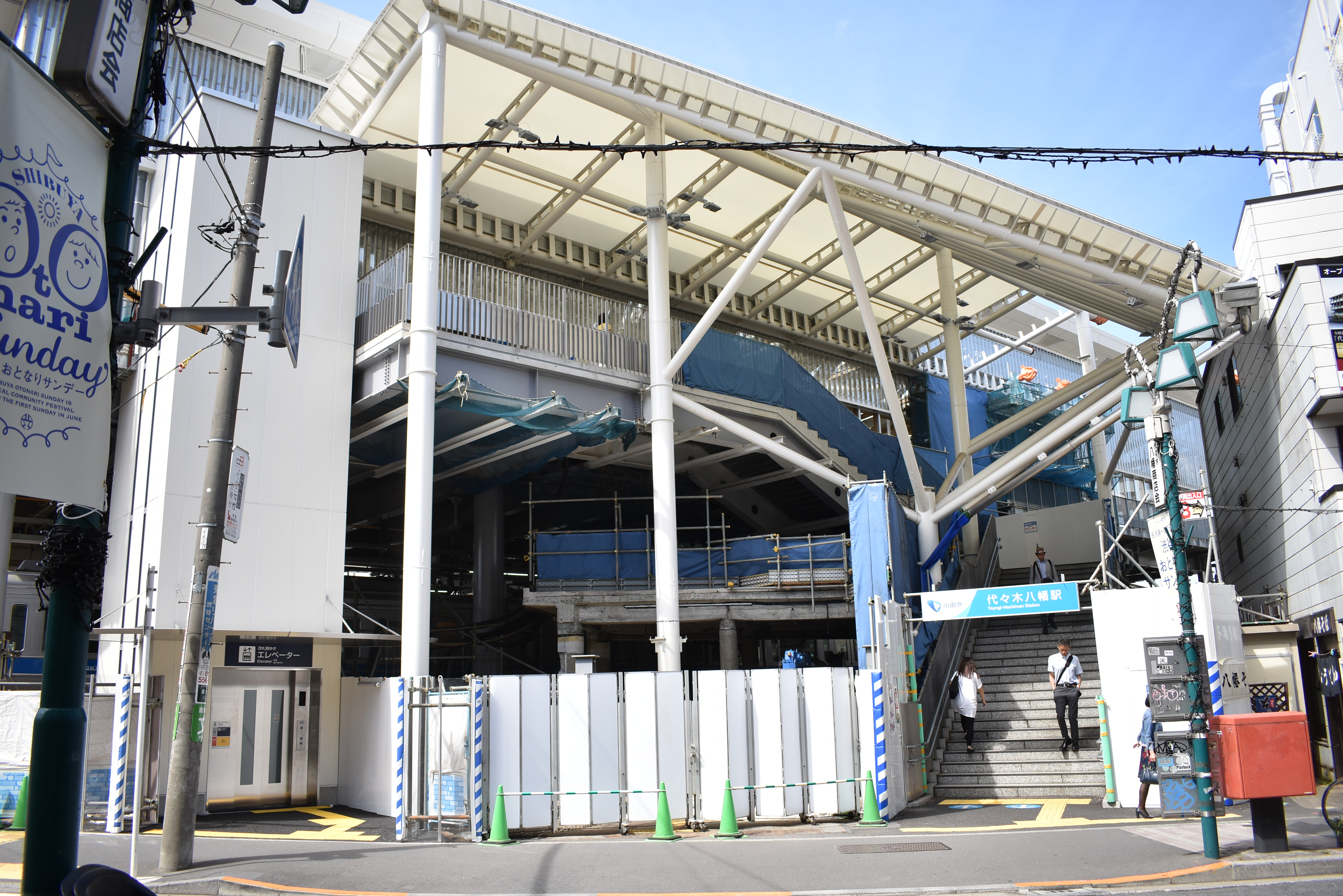
南口入口（2019年5月30日撮影）
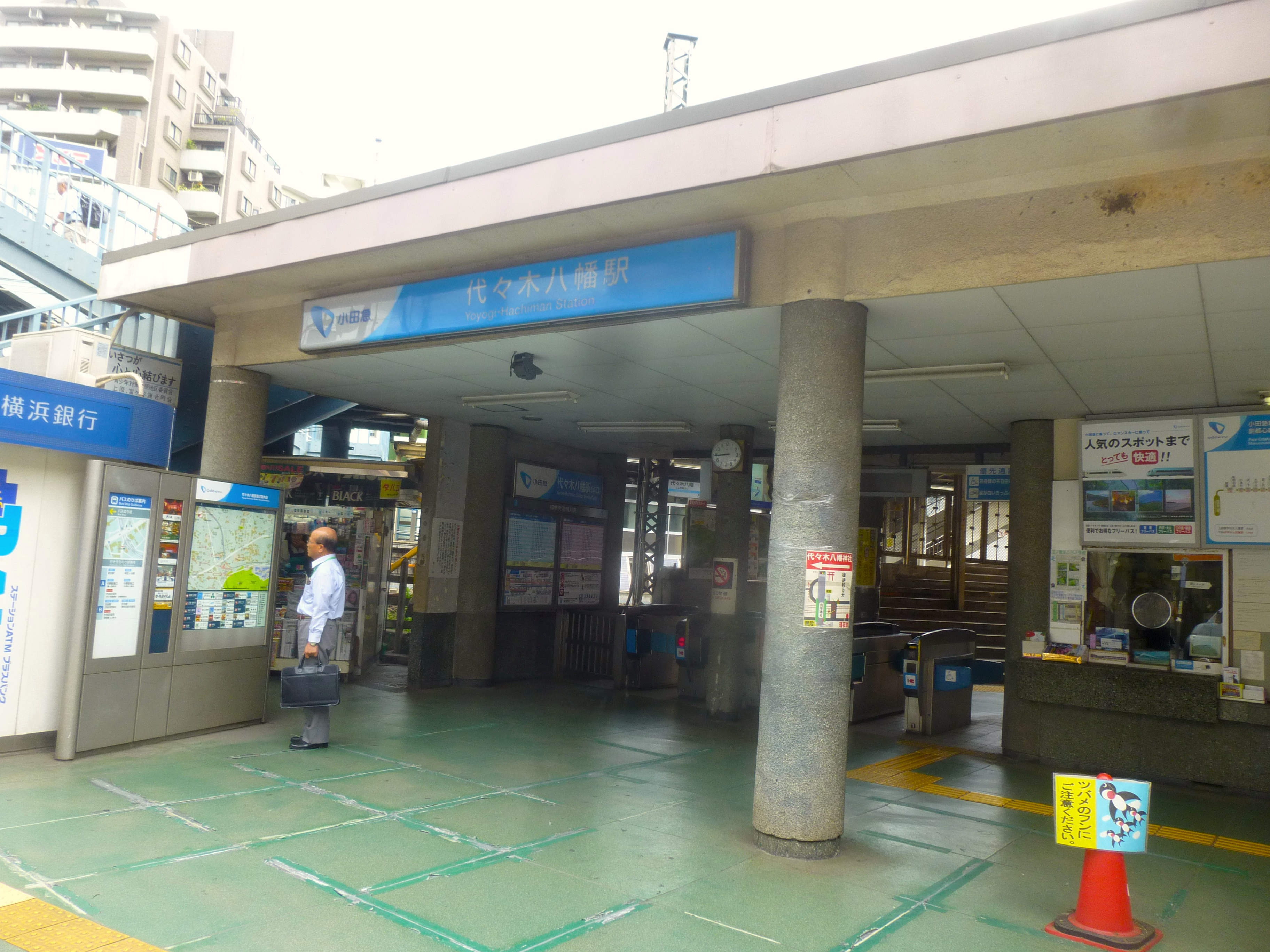
旧南口（2013年5月）
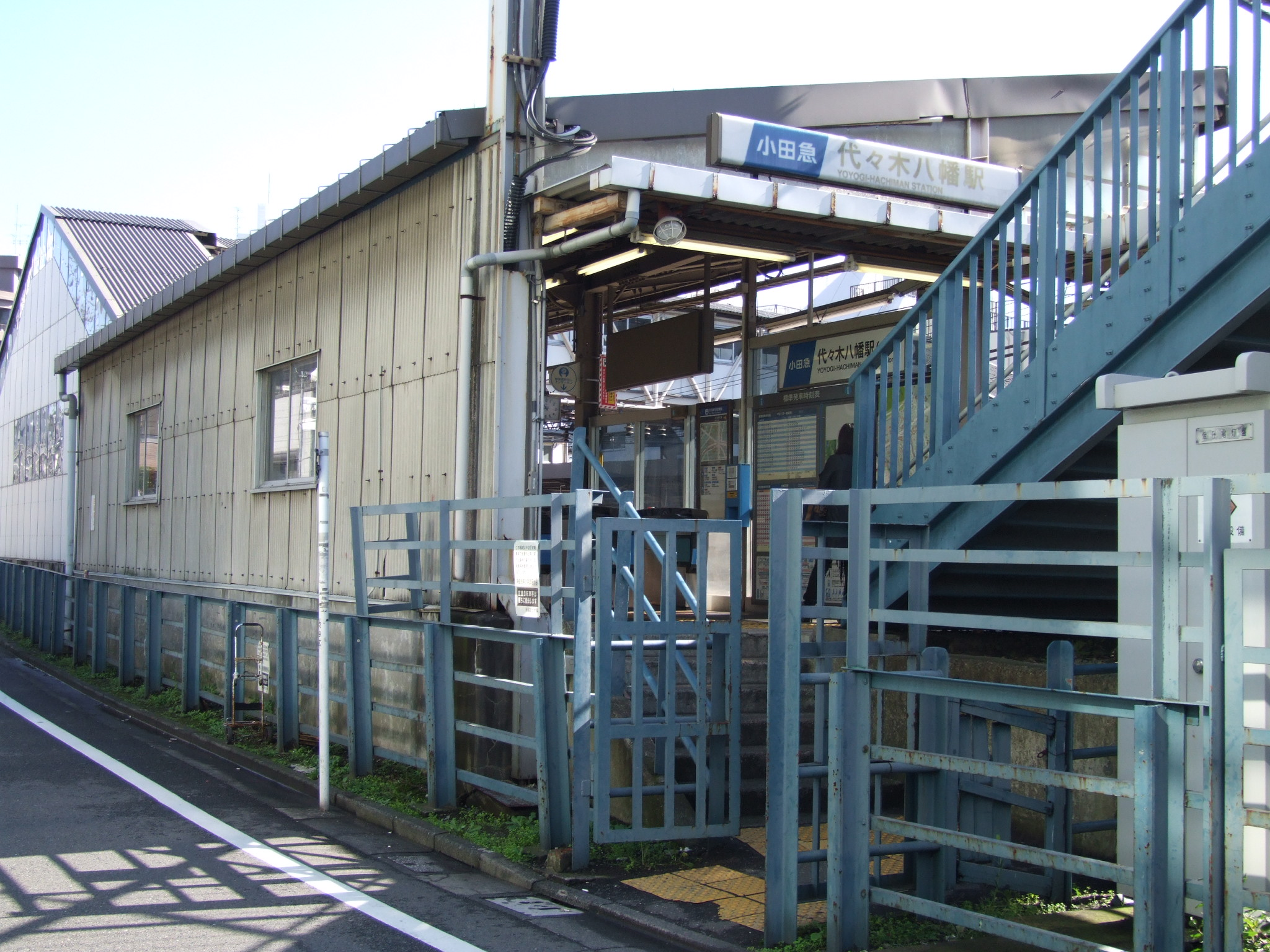
旧北口（2007年11月）
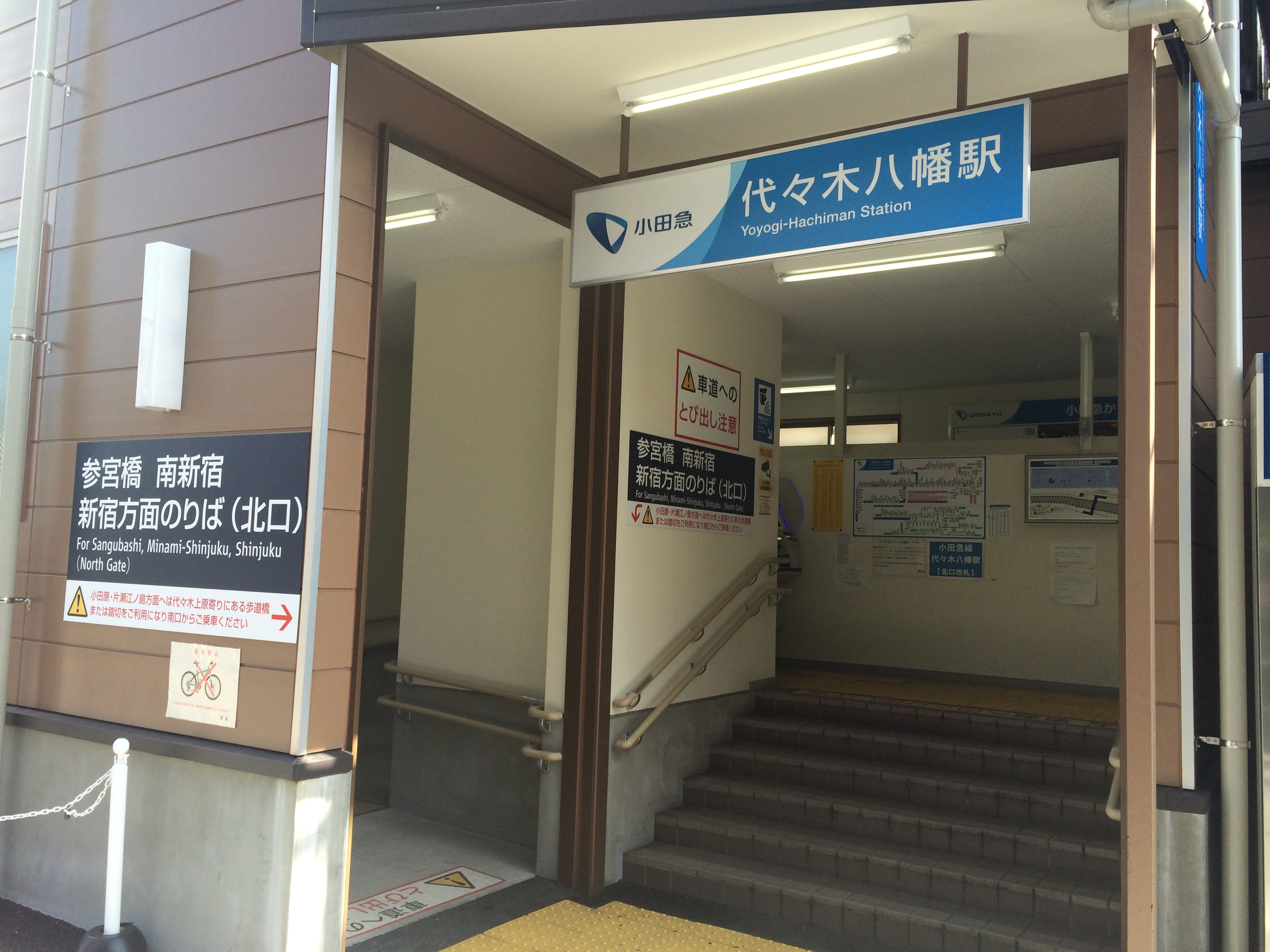
旧北口駅舎（2017年3月4日撮影）
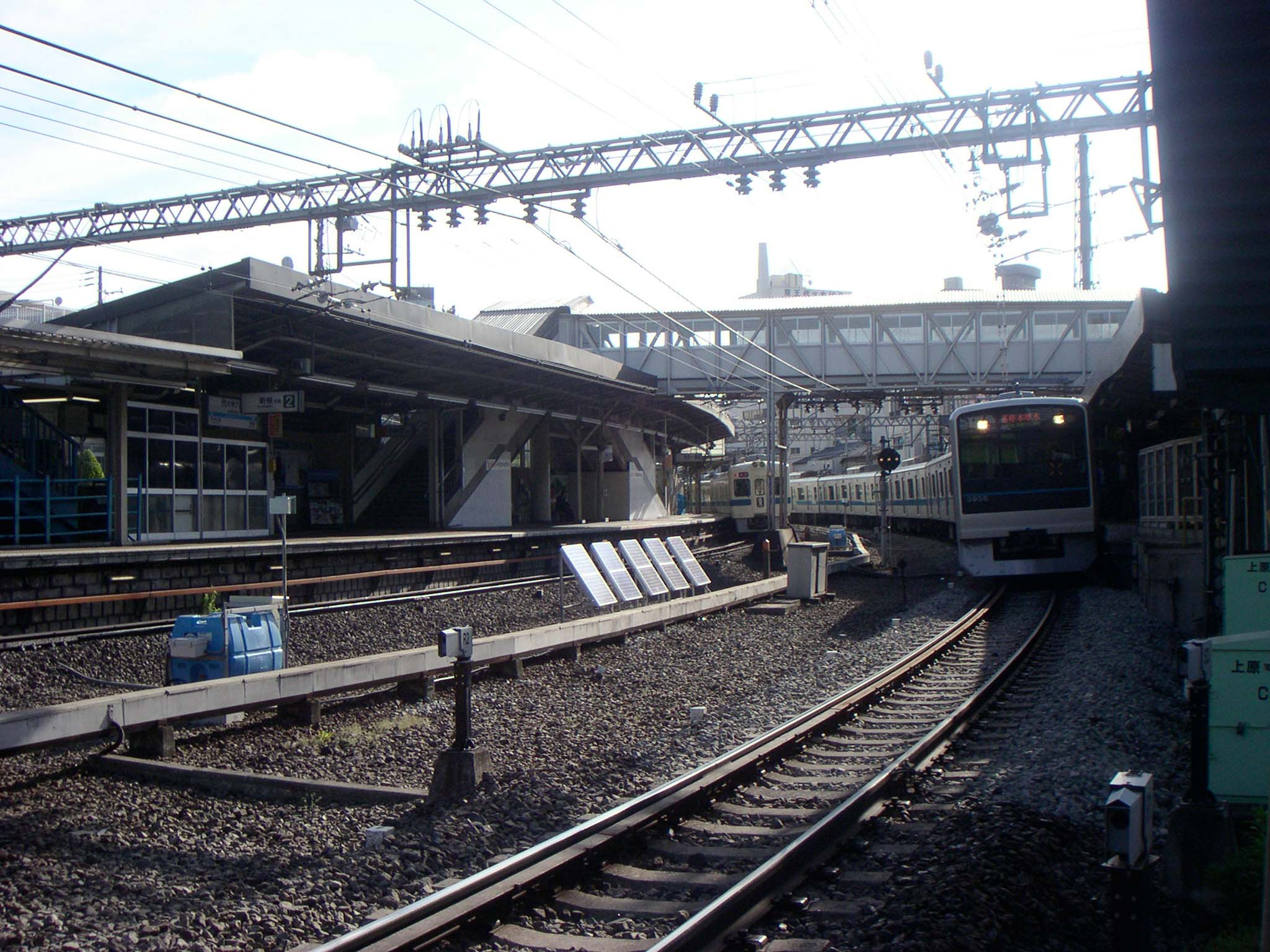
以前の駅構内

## 駅構造
島式ホーム1面2線を有する地上駅。橋上駅舎を備える。当駅付近は小田急電鉄で最も急なカーブ（下り半径207m、上り半径203m）となっているため、45 km/hの速度制限があり、通過列車は低速通過する。また代々木上原寄りは地下からの東京メトロ千代田線合流のため、上下線間の幅が開いており、ホームの幅員も広い。急カーブのため電車とホームの間がかなり開く箇所があったが、橋上駅化され、可動ステップが設置されたことで緩和されている。当駅では接近放送の他に到着放送も用意されており、到着放送において乗・降車時の注意放送を流している。
地上駅舎の相対式ホーム時代は有効長が8両分であったが、10両化対応にあたり線路外側の道路への支障を避けることと、幅員確保の観点から、島式ホームを新たに整備することとなった。
2019年（平成31年）3月16日ダイヤ改正より、従来の地上駅舎・相対式ホーム（8両編成対応）に代わり、新しい橋上駅舎・島式ホーム（10両編成対応）の供用が開始され、ホームドアと可動ステップ（上り線のみ）が設置された。新駅舎は、代々木公園など近隣の自然と調和するように内装に木材を多用し、大型のガラスで自然光が入りやすいようにした。トイレでは一部に旧駅舎の木材を再利用した。
なお、ホーム整備に伴い、代々木上原駅寄りにある踏切（代々木八幡1号踏切）は2017年（平成29年）3月、従来よりやや西方の山手通り高架の真下へ移設された。

### のりば
| ホーム | 路線     | 方向 | 行先                   |
| ------ | -------- | ---- | ---------------------- |
| 1      | 小田原線 | 下り | 小田原・片瀬江ノ島方面 |
| 2      | 小田原線 | 上り | 新宿方面               |

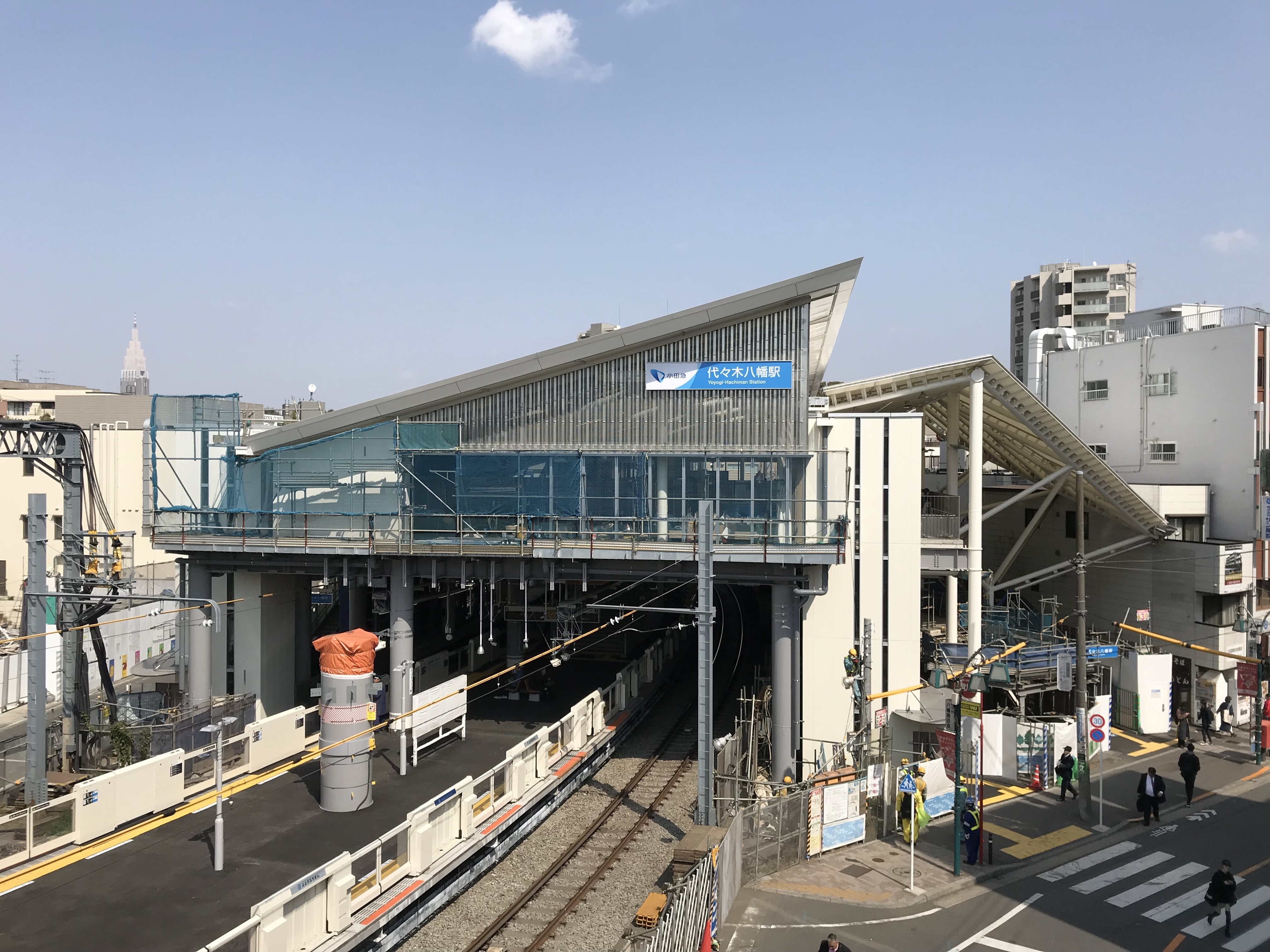
西口設置前の駅舎（2019年3月27日撮影）
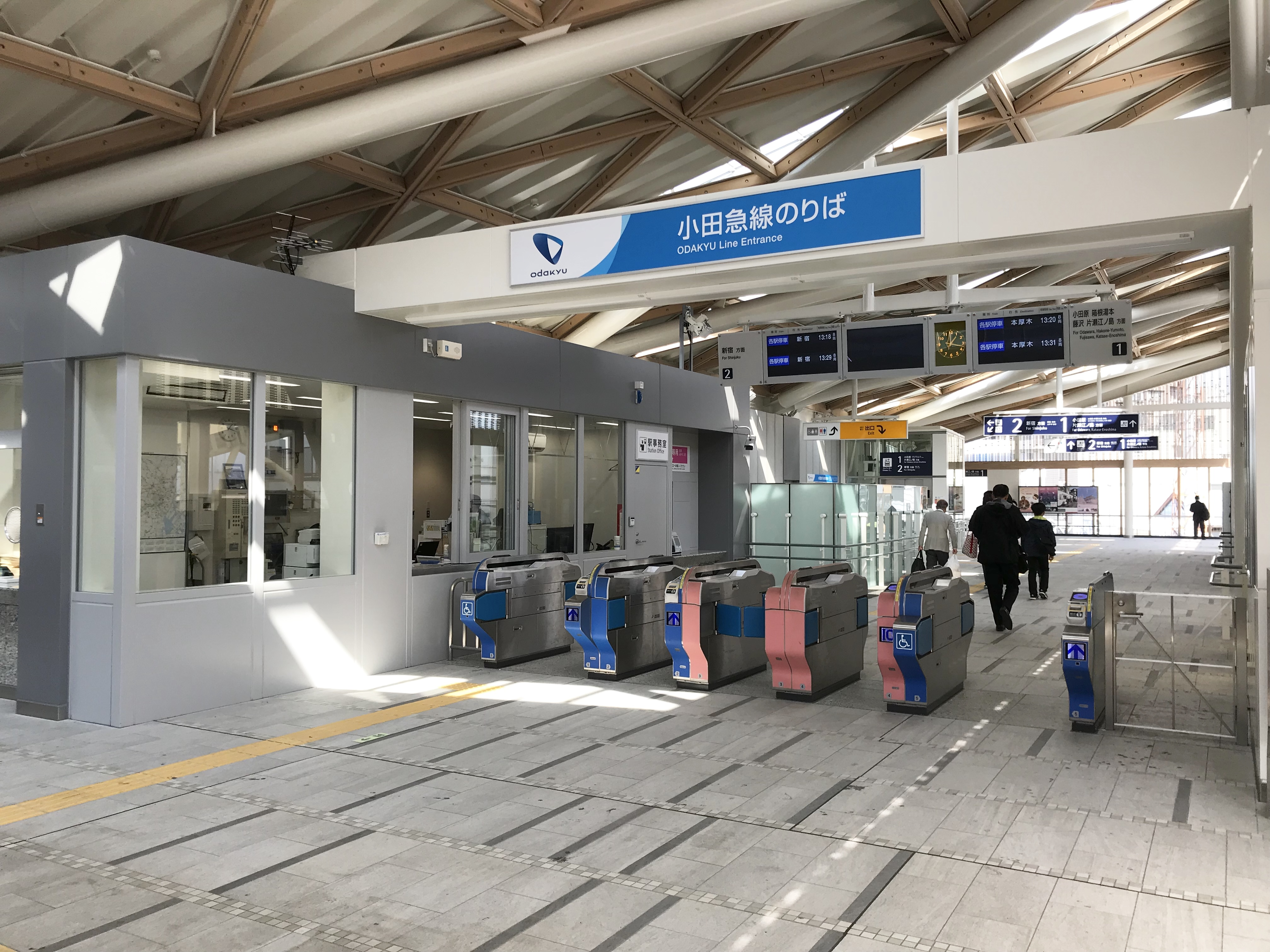
改札口（2019年3月27日撮影）

### 駅改札内設備
2019年（平成31年）3月16日ダイヤ改正より、橋上駅舎となり、エレベーター及びエスカレーターが新設された。

## 利用状況
2024年度（令和6年度）の1日平均乗降人員は18,567人である 。小田急線全70駅中53位。
近年の1日平均乗降・乗車人員の推移は以下の通り。
| 年度               | 1日平均 乗降人員 | 1日平均 乗車人員 | 出典     |
| ------------------ | ---------------- | ---------------- | -------- |
| 1990年（平成02年） |                  | 9,649            | [ * 1 ]  |
| 1991年（平成03年） |                  | 10,014           | [ * 2 ]  |
| 1992年（平成04年） |                  | 10,047           | [ * 3 ]  |
| 1993年（平成05年） |                  | 10,044           | [ * 4 ]  |
| 1994年（平成06年） |                  | 9,622            | [ * 5 ]  |
| 1995年（平成07年） |                  | 9,566            | [ * 6 ]  |
| 1996年（平成08年） |                  | 9,416            | [ * 7 ]  |
| 1997年（平成09年） |                  | 9,230            | [ * 8 ]  |
| 1998年（平成10年） |                  | 9,260            | [ * 9 ]  |
| 1999年（平成11年） |                  | 9,279            | [ * 10 ] |
| 2000年（平成12年） |                  | 9,334            | [ * 11 ] |
| 2001年（平成13年） |                  | 9,373            | [ * 12 ] |
| 2002年（平成14年） | 19,417           | 9,499            | [ * 13 ] |
| 2003年（平成15年） | 19,905           | 9,757            | [ * 14 ] |
| 2004年（平成16年） | 21,767           | 9,542            | [ * 15 ] |
| 2005年（平成17年） | 21,460           | 9,381            | [ * 16 ] |
| 2006年（平成18年） | 21,655           | 9,479            | [ * 17 ] |
| 2007年（平成19年） | 21,623           | 9,730            | [ * 18 ] |
| 2008年（平成20年） | 20,997           | 9,548            | [ * 19 ] |
| 2009年（平成21年） | 20,283           | 9,282            | [ * 20 ] |
| 2010年（平成22年） | 20,051           | 9,268            | [ * 21 ] |
| 2011年（平成23年） | 19,460           | 9,055            | [ * 22 ] |
| 2012年（平成24年） | 19,682           | 9,181            | [ * 23 ] |
| 2013年（平成25年） | 20,342           | 9,400            | [ * 24 ] |
| 2014年（平成26年） | 19,810           | 9,382            | [ * 25 ] |
| 2015年（平成27年） | 20,411           | 9,716            | [ * 26 ] |
| 2016年（平成28年） | 20,541           | 9,803            | [ * 27 ] |
| 2017年（平成29年） | 20,527           | 9,781            | [ * 28 ] |
| 2018年（平成30年） | 20,386           | 9,737            | [ * 29 ] |
| 2019年（令和元年） | 20,580           | 9,904            | [ * 30 ] |
| 2020年（令和02年） | 15,560           | 7,551            | [ * 31 ] |
| 2021年（令和03年） | 16,841           |                  |          |
| 2022年（令和04年） | 17,806           |                  |          |
| 2023年（令和05年） | 18,237           |                  |          |
| 2024年（令和06年） | 18,567           |                  |          |

## 駅周辺

### 南口
- 東京メトロ千代田線 代々木公園駅

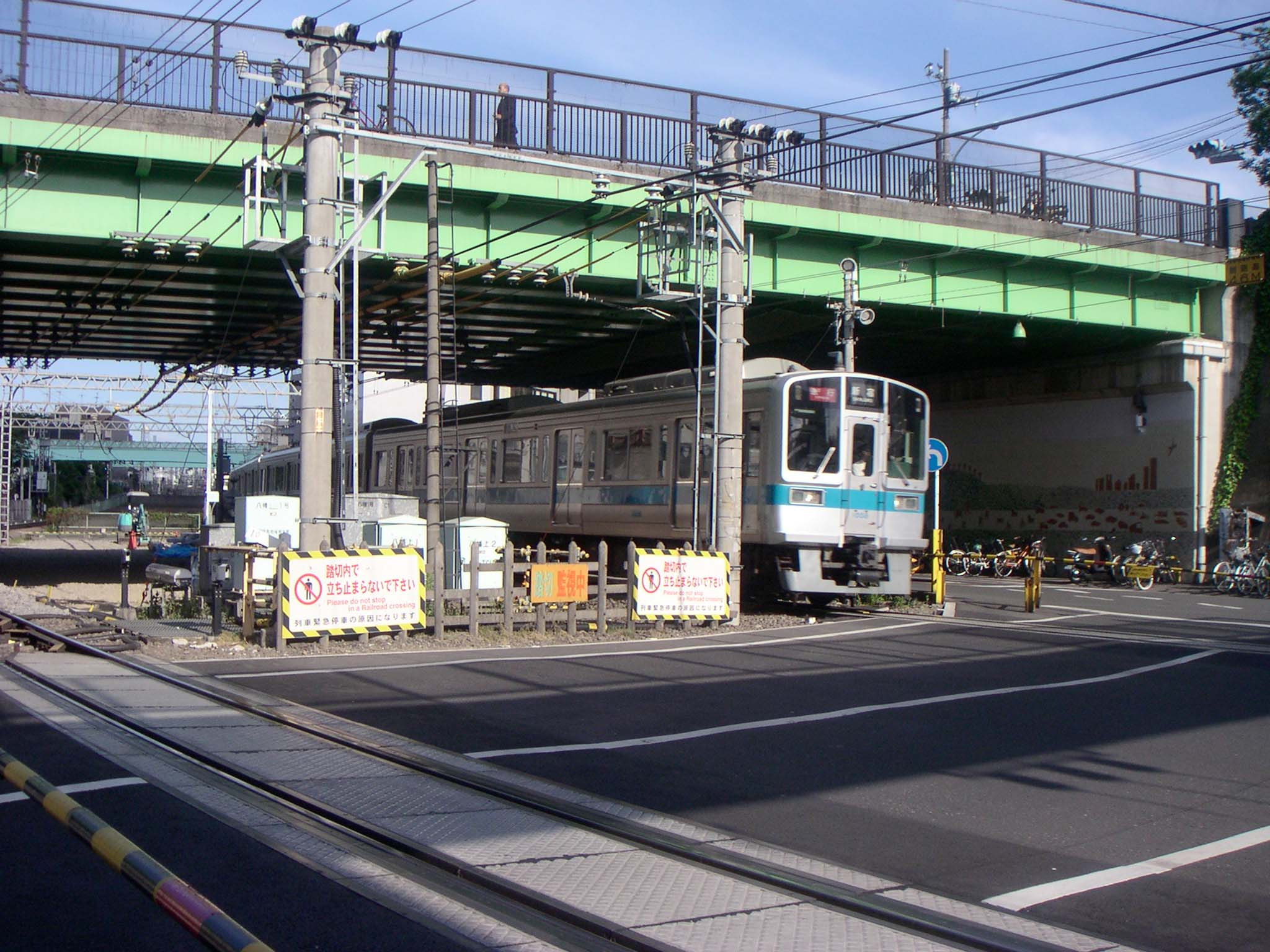
山手通りをくぐり駅に進入する上り列車（1000形）

  - 南口より50m程の距離に同駅1番出入口がある。同駅 - 代々木上原間延伸までは当駅が乗換駅として指定され、連絡運輸を行っていた。また、乗換の利便性向上のために上り準急が停車していた。
- 代々木公園
  - 日本航空発始の地記念碑（日本初飛行の地）
- 渋谷区立富ヶ谷図書館
- Hakuju Hall
- 東京消防庁渋谷消防署 富ヶ谷出張所
- 渋谷富ケ谷一郵便局
- 山手通り
- 井ノ頭通り
- 東海大学
  - 代々木キャンパス（法人本部）（工学部・第二工学部→情報デザイン工学部→観光学部・大学院実務法学研究科〈法科大学院〉）：小田原寄りの代々木上原駅も最寄駅である
  - 東海大学付属望星高等学校
- 井上病院
- NHK放送センター（日本放送協会（NHK）本部施設）

上記の他、渋谷センター街などの渋谷中心部へも徒歩約20分程で行くことが可能。

### 北口・西口
- 山手通り
- 代々木八幡宮
- 電気安全環境研究所
- 駐日ベトナム社会主義共和国大使館
- 駐日ブルガリア共和国大使館
- 元代々木郵便局
- オリジナル設計 本社
- YCC 代々木八幡コミュニティセンター

### バス路線
山手通り沿いに「代々木八幡駅入口」停留所がある（都営バス・京王バス）。渋谷方面のりばは、駅西口の直ぐ正面に位置している。

#### 富谷小学校側のりば（初台・中野・阿佐ヶ谷方面）
中野駅へ向かう路線は経路が幡ヶ谷経由、中野坂上経由の2ルートある。
- 京王バス
  - 渋63：幡ヶ谷駅経由 中野駅南口行
  - 渋64：中野坂上駅経由 中野駅南口行
  - ハチ公バス（渋谷区コミュニティバス） 春の小川ルート：笹塚駅経由 渋谷区役所行
- 京王バス・都営バス（共同運行）
  - 渋66（京王）・渋66（都営）：阿佐ヶ谷駅前/阿佐ヶ谷駅行・杉並車庫前行[注 1]・方南八幡通り行[注 2]

#### 代々木八幡駅側のりば（渋谷方面）
渋谷駅に向かう路線は経路が渋谷区役所経由、神山経由、東大裏経由の3ルートある。
- 京王バス
  - 渋61：東大裏・東急百貨店本店前経由 渋谷駅行[注 3]
  - 渋63・渋64：渋谷区役所経由 渋谷駅行
  - ハチ公バス（渋谷区コミュニティバス）春の小川ルート：原宿駅入口経由 渋谷区役所行

- 京王バス・都営バス（共同運行）
  - 渋66：渋谷駅前/渋谷駅行

## 隣の駅
小田急電鉄
 小田原線

■快速急行・□通勤急行・■急行
通過
■各駅停車
参宮橋駅 (OH 03) - 代々木八幡駅 (OH 04) - 代々木上原駅 (OH 05)